# Pseudospaelotis
Pseudospaelotis là một chi bướm đêm thuộc họ Noctuidae.